# Treasure (album)
Az 1984-es Treasure a Cocteau Twins harmadik nagylemeze. Erre az albumra alakult ki az együttes elsődleges felállása: Elizabeth Fraiser énekesnő, Robin Guthrie gitáros és Simon Raymonde basszusgitáros. Az Ivo dalt Ivo Watts-Russell-ről, a 4AD lemezkiadó alapítójáról nevezeték el.
Az album szerepel az 1001 lemez, amit hallanod kell, mielőtt meghalsz című könyvben.

## Az album dalai
|     | Cím                 | Szerző(k)     | Hossz |
| --- | ------------------- | ------------- | ----- |
| 1.  | Ivo                 | Cocteau Twins | 3:53  |
| 2.  | Lorelei             | Cocteau Twins | 3:43  |
| 3.  | Beatrix             | Cocteau Twins | 3:11  |
| 4.  | Persephone          | Cocteau Twins | 4:20  |
| 5.  | Pandora (For Cindy) | Cocteau Twins | 5:35  |
| 6.  | Amelia              | Cocteau Twins | 3:31  |
| 7.  | Aloysius            | Cocteau Twins | 3:26  |
| 8.  | Cicely              | Cocteau Twins | 3:29  |
| 9.  | Otterley            | Cocteau Twins | 4:04  |
| 10. | Donimo              | Cocteau Twins | 6:19  |

## Közreműködők
- Elizabeth Fraser – ének, hangok
- Robin Guthrie – gitár
- Simon Raymonde – basszusgitár
- Cocteau Twins – producer

## Fordítás
Ez a szócikk részben vagy egészben a Treasure (Cocteau Twins album) című angol Wikipédia-szócikk ezen változatának fordításán alapul.  Az eredeti cikk szerkesztőit annak laptörténete sorolja fel. Ez a jelzés csupán a megfogalmazás eredetét és a szerzői jogokat jelzi, nem szolgál a cikkben szereplő információk forrásmegjelöléseként.